# سالم عمري
 سالم عمري  (1948 الجزائر) هو لاعب كرة قدم جزائري. · 